# Rainer Barwasser
Jan Reinier (Rainer) Barwasser (Kerkrade, 13 mei 1926 – Werfenweng, 8 augustus 2001) was een Nederlands voetballer die speelde voor Bleijerheide, Rapid '54, Rapid JC en Sittardia.

## Loopbaan

### Beginjaren
Hij begon als tienjarige met voetbal bij de junioren van Bleijerheide. Hij behoorde tot een talentvolle lichting die onder leiding stond van jeugdtrainer Gillissen. Barwasser brak in 1942 op zijn zestiende door in het eerste elftal. Ook zijn generatiegenoten Johan Adang, Wiel Coerver en Gerard Rumpen maakten hun debuut tijdens of vlak na de oorlogsjaren.  
Barwasser speelde twee seizoenen in het eerste elftal van Bleijerheide dat uitkwam in de Tweede klasse. Na de bevrijding raakte hij zijn vaste plek, meestal als rechterverdediger, kwijt. Fysiek was hij als tiener sterk genoeg maar hij had moeite met het hogere tempo in de Eerste klasse waarin Bleijerheide vanaf 1945 uitkwam.

### Basisplek terug
Na tweede jaar in het tweede elftal, keerde hij in het seizoen 1947/48 terug in het eerste team. Hij begon als linkermiddenvelder en werd uitverkozen voor het Limburgs elftal. Hij speelde op het middenveld samen met Jung Schlangen en stopperspil Wiel Coerver. Later verhuisde hij naar de achterhoede. De beste clubprestatie was de tweede plaats in het seizoen 1948/49. Bleijerheide was in de jaren erna een middenmoter in de Eerste klasse. 

### Profvoetbal
De komst van het beroepsvoetbal in de zomer van 1954 betekende een flinke aderlating voor Bleijerheide. Barwasser was een van de zeven voetballers die een profcontract tekende bij Rapid '54.
Deze nieuwe club in de oostelijke mijnstreek kwam uit in de ‘wilde’ profcompetitie van de NBVB. Daarnaast raakte Bleijerheide nog drie spelers kwijt naar Fortuna '54, de andere nieuwe Zuid-Limburgse profclub. De KNVB schorste alle voetballers, ook Barwasser, die als prof gingen spelen onder de vlag van de niet erkende bond NBVB.
Bij de competitiestart op zondag 12 september thuis tegen Twentse Profs stonden zes spelers van Bleijerheide in de basis van Rapid '54: Rainer Barwasser, Wiel Coerver, Hubert Hanneman, Huub Janssen, Gerard Rumpen en Hein Schaffrath. Rapid '54 won met 4-1.

### Rapid JC
Na de fusie tussen de voetbalbonden KNVB en NBVB in november 1954 werd de competitie stilgelegd. Rapid '54 ging samen verder met Juliana uit Spekholzerheide onder de naam Rapid JC. Het elftal werd versterkt met vier spelers van Juliana onder wie Wiel Smeets en eindigde als tweede in de Eerste klasse C achter kampioen PSV.
In het seizoen 1955/56 was Barwasser aanvoerder van Rapid JC dat opnieuw als tweede eindigde, ditmaal in de Hoofdklasse B. De club plaatste zich voor de kampioenscompetitie waarin Elinkwijk, NAC en Sparta de tegenstanders waren.

### Blessure bij landstitel
Barwasser miste de beslissingswedstrijd tegen NAC om het landskampioenschap op 14 juli 1956 in Stadion De Vliert in 's-Hertogenbosch. Hij liep op 4 juli in de uitwedstrijd tegen Sparta een blessure op. Hij zag dat Rapid JC door de 3-0 zege landskampioen werd. Na afloop vond in het stadion een huldiging plaats. De geblesseerde aanvoerder werd door zijn medespelers naar voren geschoven om de kampioenskrans in ontvangst te nemen.

### Afsluiting
In het eerste seizoen 1956/57 van de nieuwe Eredivisie kwam hij nog tot twee optredens in het eerste elftal. Hij speelde meestal bij de reserves en kwam medio 1957 op de transferlijst te staan. Samen met zijn teamgenoten Johan Adang en Hein Strouken vond hij onderdak bij Sittardia.
Hij speelde voor zijn nieuwe club de eerste drie competitieduels in september 1957. Daarna moest hij vanwege ziekte afhaken. Barwasser hervatte half november de training en zou nog eenmaal in het eerste elftal uitkomen. Hij beëindigde na het seizoen op 32-jarige leeftijd zijn voetbalcarrière.
Hij begon in 1960 als trainer bij KVC Oranje. Na een seizoen bij Miranda keerde hij in 1963 terug bij KVC Oranje. Daarna had hij SV Hulsberg en Heilust onder zijn hoede. .
Barwasser was 24 jaar werkzaam als penningcontroleur bij de Domaniale mijn in Kerkrade. 
Hij overleed op 75-jarige leeftijd in 2001 tijdens een vakantie in Werfenweng in Oostenrijk.

## Clubstatistieken
| Seizoen   | Club                          | Land                          | Competitie                    | Competitie                    | Competitie                    | Beker                         | Beker                         | Internationaal                | Internationaal                | Overig                        | Overig                        | Totaal                        | Totaal                        |
| Seizoen   | Club                          | Land                          | Competitie                    | Wed.                          | Dlp.                          | Wed.                          | Dlp.                          | Wed.                          | Dlp.                          | Wed.                          | Dlp.                          | Wed.                          | Dlp.                          |
| --------- | ----------------------------- | ----------------------------- | ----------------------------- | ----------------------------- | ----------------------------- | ----------------------------- | ----------------------------- | ----------------------------- | ----------------------------- | ----------------------------- | ----------------------------- | ----------------------------- | ----------------------------- |
| 1942–1944 | Bleijerheide in Tweede klasse | Bleijerheide in Tweede klasse | Bleijerheide in Tweede klasse | Bleijerheide in Tweede klasse | Bleijerheide in Tweede klasse | Bleijerheide in Tweede klasse | Bleijerheide in Tweede klasse | Bleijerheide in Tweede klasse | Bleijerheide in Tweede klasse | Bleijerheide in Tweede klasse | Bleijerheide in Tweede klasse | Bleijerheide in Tweede klasse | Bleijerheide in Tweede klasse |
| 1947/48   | Bleijerheide                  | Nederland                     | Eerste klasse Zuid II         | 20                            | 1                             | –                             | 0                             | 0                             | 0                             | 0                             | 0                             | 20                            | 1                             |
| 1948/49   | Bleijerheide                  | Nederland                     | Eerste klasse Zuid II         | 20                            | 0                             | –                             | 0                             | 0                             | 0                             | 0                             | 0                             | 20                            | 0                             |
| 1949/50   | Bleijerheide                  | Nederland                     | Eerste klasse Zuid II         | 18                            | 0                             | –                             | 0                             | 0                             | 0                             | 0                             | 0                             | 18                            | 0                             |
| 1950/51   | Bleijerheide                  | Nederland                     | Eerste klasse E               | 20                            | 0                             | –                             | 0                             | 0                             | 0                             | 0                             | 0                             | 20                            | 0                             |
| 1951/52   | Bleijerheide                  | Nederland                     | Eerste klasse C               | 26                            | 1                             | –                             | 0                             | 0                             | 0                             | 0                             | 0                             | 26                            | 1                             |
| 1952/53   | Bleijerheide                  | Nederland                     | Eerste klasse D               | 13                            | 0                             | –                             | 0                             | 0                             | 0                             | 0                             | 0                             | 13                            | 0                             |
| 1953/54   | Bleijerheide                  | Nederland                     | Eerste klasse C               | 19                            | 1                             | –                             | 0                             | 0                             | 0                             | 0                             | 0                             | 19                            | 1                             |
| 1954/55   | Rapid '54                     | Nederland                     | NBVB (afgebroken)             | 5                             | 0                             | –                             | –                             | 0                             | 0                             | 0                             | 0                             | 5                             | 0                             |
| 1954/55   | Rapid JC                      | Nederland                     | Eerste klasse C               | 18                            | 0                             | –                             | –                             | 0                             | 0                             | 0                             | 0                             | 18                            | 0                             |
| 1955/56   | Rapid JC                      | Nederland                     | Hoofdklasse B                 | 32                            | 0                             | –                             | –                             | 0                             | 0                             | 6                             | 0                             | 38                            | 0                             |
| 1956/57   | Rapid JC                      | Nederland                     | Eredivisie                    | 2                             | 0                             | 1                             | 0                             | 0                             | 0                             | 0                             | 0                             | 3                             | 0                             |
| 1957/58   | Sittardia                     | Nederland                     | Eerste divisie B              | 4                             | 0                             | 0                             | 0                             | 0                             | 0                             | 0                             | 0                             | 4                             | 0                             |
| Totaal    | Totaal                        | Totaal                        | Totaal                        | 197                           | 3                             | 1                             | 0                             | 0                             | 0                             | 6                             | 0                             | 204                           | 3                             |